# 埼玉県立浦和第一女子高等学校
埼玉県立浦和第一女子高等学校（さいたまけんりつうらわだいいちじょしこうとうがっこう）は埼玉県さいたま市浦和区岸町に所在する公立女子高等学校。
スーパーサイエンスハイスクール指定校・スーパーグローバルハイスクール指定校。

## 概要
県内最古の女子校として知られ（県内最古は県立浦和高校）、通称で、『浦和一女（うらわいちじょ）』もしくは『一女（いちじょ）』と呼ばれている。

## 年表
- 1898年（明治31年） - 埼玉私立教育会が埼玉女学校を設立。
- 1900年（明治33年）3月 - 埼玉県告示第33号により、埼玉女学校を引き継いで埼玉県立高等女学校が設立[2]。
- 1901年（明治34年） - 新設埼玉県女子師範学校に併置。埼玉県立浦和高等女学校と改称。
- 1909年（明治42年）11月17日 - 1911年（明治44年）4月より女子師範学校から分離することが認可される[3]。
- 1911年（明治44年）4月 - 女子師範学校から分離。
- 1941年（昭和16年）4月 - 埼玉県立浦和第一高等女学校と改称。
- 1944年（昭和19年）5月 - 附属幼稚園を設置
- 1948年（昭和23年） - 新制高校発足に伴い埼玉県立浦和第一女子高等学校と改称。新制中学を併置。定時制課程の設置。
- 1949年（昭和24年） - 併設中学廃止。高等女学校廃校。
- 1950年（昭和25年）5月 - 生徒会発足
- 1956年（昭和31年）2月 - 新校歌制定。
- 2002年（平成14年）4月 - 二期制65分授業開始。
- 2004年（平成16年）4月 - 文部科学省「スーパーサイエンスハイスクール」に指定。
- 2007年（平成19年）3月 - 附属幼稚園廃止。
- 2010年（平成22年） - 埼玉県教育委員会進学指導重点推進校に指定。
- 2012年（平成24年） - 再度「スーパーサイエンスハイスクール」に指定。
- 2016年（平成28年）4月 - 文部科学省「スーパーグローバルハイスクール」に指定。

## 課程
- 全日制課程
  - 普通科
- 定時制課程
  - 普通科

## 教育方針

### 教育目標
同校の教育は、教育基本法と学校教育法にしたがい、健全な心身と豊かな個性をもち、真に平和な文化国家の発展に役立つ公民としての資質を養成することを目標とする。

### 指導方針
- ア 個人の自由と責任を重んじ、他人を尊重してよく協同する精神を養う。（協同）
- イ 常に真理を愛し、日常生活においても科学的態度を習得させる。（科学的態度）
- ウ 研究意欲を盛んにし、勉学に対して常に積極的な習慣を養う。（勉学）
- エ 感情を陶冶し、豊かな情操を養う。（情操）
- オ 教養を高め、自己に適した技能を習熟させる。（技能）
- カ 礼儀を重んじ、相互敬愛の念を深める。（礼儀）
- キ 勤労の精神を尊び、明朗で実行性に富む気質を育成する。（勤労）
- ク 健康増進に留意し、身体の清潔を保持させる。（健康）

### 学校行事
年に2回開催されるスポーツ大会、水泳大会、一女祭（体育祭・文化祭）など学校行事も盛ん。卒業式ではベートーヴェンの第九（歓喜の歌）を原語で歌う。

### 校歌
野上彰作詞、高田三郎作曲。歌詞は4番まであり、四季を通して学生生活をうたっている。メロディーは優しく、女子高らしい雰囲気である。女声2部合唱で、行事などでは生徒はソプラノ・アルト好きなパートを歌う。昭和31年2月に新校歌として制定。

## クラブ活動
クラブ活動は、体育会系と文化系とそれぞれがある。体育会系ではボート部は関東大会では3種目制覇を果たすなど強豪として知られている。
またバスケットボール部は、1950年の皇后杯全日本総合バスケットボール選手権（女子）で優勝した実績がある。
文化系では音楽部とアナウンス部の活動が知られる。音楽部は全日本合唱コンクール高等学校部門全国大会初代優勝校、2000年代においても全国大会の常連である古豪。アナウンス部はNHK杯全国高校放送コンテストなど各種コンテスト大会への出場が多く、上位入賞の実績がある。

## 交通
- JR各線「浦和駅」西口より徒歩8分[5]。
- JR各線「南浦和駅」西口より徒歩12分。

## 著名な出身者

### 政界・官界
- 古屋範子 - 衆議院議員
- 舟山康江 - 農林官僚、参議院議員
- 竹内舞子 - 防衛官僚
- 樋口曉子 - 元埼玉県蓮田市長

### 学術・研究
- 川上智子 - 経営学者、早稲田大学大学院経営管理研究科教授
- 荻原眞子 - 文化人類学者、千葉大学名誉教授
- 月田早智子 - 細胞生物学者、分子生物学者、大阪大学名誉教授
- 青井千由紀 - 国際政治学者、東京大学公共政策大学院教授
- 岡真理 - アラビア語文学者、京都大学名誉教授、早稲田大学文学学術院教授
- 稲葉奈々子 - 社会学者、上智大学総合グローバル学部教授

### 文化
- 石井桃子 - 児童文学作家
- 吉永みち子 - ノンフィクション作家、エッセイスト
- 赤石路代 - 漫画家
- 伊藤結花理 - 漫画家
- 北川玲子 - 漫画家
- 須賀しのぶ - 小説家
- 中野翠 - コラムニスト
- 小沢遼子 - 評論家
- 鎌倉佐弓 - 俳人
- 野口青華 - 日本画家
- 小笠原明代 - 日本画家

### マスコミ
- 東海林のり子 - 事件リポーター
- 迎康子 - NHK元チーフアナウンサー
- 広重玲子 - TBS広報部社員（元アナウンサー）
- 豊田順子 - 日本テレビアナウンサー
- 青木裕子 - フリーアナウンサー（元TBSアナウンサー）
- 荒木真理子 - 気象予報士、元ミヤギテレビアナウンサー
- 清水由美 - フリーアナウンサー（元名古屋テレビ放送アナウンサー）
- 池田麻里子 - フリーアナウンサー（元テレビ宮崎アナウンサー）
- 佐藤梨那 - 日本テレビアナウンサー
- 田中美都 - 気象予報士
- 加藤明美 - 元日本テレビアナウンサー
- 田島祐子 - フリーアナウンサー（元テレビ新潟アナウンサー）
- 岩永直子 - ジャーナリスト・作家

### 芸能
- 向井亜紀 - 女優、タレント（在学中は新体操部に所属）
- 五月信子 - 女優
- 佐藤絵里佳 - 舞台女優、ファッションモデル
- 渡辺由布子 - モデル
- 松井結 - 元モデル、元タレント
- 朝吹南 - 元宝塚歌劇団月組娘役
- 渋木プロテインおやじ（戦慄のピーカブー）- お笑い芸人
- 山田杏奈 - 女優 (※後に転校）
- 大渕野々花 - 声優、歌手

### 音楽
- 丸山圭子 - シンガーソングライター
- 飯田則子 - 音楽プロデューサー
- 児島由美 - シンガーソングライター、生田流箏奏者（在学中は新体操部、漫画同好会に所属）
- 小池雅代 - ピアニスト

### その他
- 木戸道子 - 医師（産婦人科）
- 池田優子 - 医師（美容外科）
- 浜田美咲 - ボート選手
- 千代綾香 - 元プロ野球リポーター（NACK5ライオンズナビゲーター）
- 岡野あつこ - 夫婦問題カウンセラー
- 田村麻美 - 税理士
- 中原暢子 - 建築家
- 武家の女 - 元お笑い芸人